# Jean-Noël Santini
Jean-Noël Santini (1790-1862), natif de Corse, tambour, courrier, il accompagna Napoléon lors de ses exils sur l'Île d'Elbe, puis à Sainte-Hélène remplissant les fonctions d'huissier jusqu'à son expulsion en octobre 1816.

## Origine
Il naquit en 1790 à Lama en Corse et s'engagea le 24 ventôse an XI à l'âge de 13 ans dans le bataillon des Tirailleurs corses, commandé par Cattaneo puis Philippe Antoine d'Ornano, stationné à Antibes, en qualité de Tambour. En 1811 il fut versé dans le 11e régiment d'infanterie légère. Combattant dans la Grande Armée, il assista aux batailles d'Ulm, d'Austerlitz, d'Iéna, d'Eylau, de Friedland, de Ratisbonne, d'Eckmühl, d'Essling, d'Ebersberg, et de Wagram, et enfin à la bataille de Polotsk.
À partir de septembre 1812, il sera employé comme estafette au Grand Quartier.
C'est à Fontainebleau qu'il retrouve le Comte d'Ornano et grâce à l'appui de Bertrand il est inclus dans le groupe qui accompagne l'Empereur sur l'île d'Elbe.

## Île d'Elbe
En route pour Portoferraio, à bord de la frégate anglaise HMS Undaunted, Napoléon remarque l'accent corse de Santini et les deux se parlent en patois d'Ajaccio. Selon Marchand, dans ses mémoires, arrivé à Portoferraio, Napoléon l'enverra secrètement sur une chaloupe, pour connaitre les sentiments de la population. Dans ses souvenirs, publiés en 1853, Santini se souviendra de l'enthousiasme de la population et rapportera fidèlement à l'Empereur ce qu'il avait entendu sur le quai.
Il sera nommé Garde du Portefeuille et huissier.
Il se trouve au milieu des 900 grenadiers qui débarquent au golfe Juan le 1er mars 1815. Dans son dossier d'admission à la Légion d'Honneur en 1851, il relate que, aussitôt débarqués, Napoléon a décoré chevalier tous les présents, demandant aux officiers et sous-officiers de partager leurs rubans; il en prend à témoin Henri-Gatien Bertrand,

## Sainte-Hélène
Il fut admis dans le groupe restreint des domestiques qui accompagnèrent Napoléon à Sainte-Hélène. Dans Le Mémorial de Sainte-Hélène, en date du 15 décembre 1815, Emmanuel de Las Cases le porte comme huissier dans les personnes composant le service de l'Empereur. À bord du Northumberland, alors qu'il coupait les cheveux de son compatriote Cipriani, Napoléon lui dit, dans le patois d'Ajaccio: « Quando aurai finito li taglerai anche a mè, é se non mi li taglerai bene, guai à te, mi cupisce ? »,. Il sera ainsi nommé également garçon coiffeur, mais en fait il sera un peu homme à tout faire: serveur à table, chasseur, faiseur d'habits, cordonnier ou chapelier. Ainsi Bertrand étant indisposé chez lui le 23 septembre 1816, Napoléon lui envoya Santini pour le servir.
S'appuyant sur une lettre du lord Bathurst lui disant, au sujet des domestiques de Longwood : « Leur résidence dans l'île est une grosse addition aux dépenses qui … doivent être réduites le plus possible », le 4 octobre 1816 le Gouverneur exigea le départ de quatre personnes de Longwood. Marchand note : « L'exaltation de Santini contre le gouverneur prenait chaque jour un caractère dangereux pour son esprit. » Même Cipriani ne parvenait plus à le contrôler. Selon Marchand l'Empereur lui dit « Comment, coquin, tu veux tuer le Gouverneur ?... » Toutes ces paroles de l'Empereur étaient dites en Corse,. Bertrand note dans ses cahiers, à la date du 11 octobre 1816 : « Santini désire partir ». Le capitaine Piontkowski, Rousseau, Joseph Archambault et Santini furent choisis pour quitter l'île; Hudson Lowe, maître dans l'art des tracasseries et des insultes, fit savoir que Santini était Corse et qu'il avait ordre de renvoyer les Français et non les étrangers. Mais comme Santini avait refusé de signer un document du Gouverneur sur lequel Napoléon était désigné comme Général, il était bien obligé. Les quatre expulsés se présentèrent aux autorités anglaises le 19 octobre.
Selon ses dires, afin d'échapper aux contrôles et aux fouilles sévères, on lui aurait fait apprendre par cœur la longue lettre de protestation que Napoléon venait d'adresser au Gouverneur, et signée Montholon avec instruction de la publier en Angleterre. Par prudence, il fit aussi recopier la lettre sur un satin, ce que Marchand confirmera. Embarqués sur l'Eurotas le 28 octobre pour Le Cap, ses trois compagnons et lui furent mis au secret. Depuis le Cap, Santini expédia le 27 novembre 1816 un petit mot à son ami Cipriani l'informant qu'ils seraient renvoyés en Europe sur l'Orontes. Cette même frégate fit relâche à Sainte-Hélène quelques jours plus tard quand Bertrand écrit dans son cahier le 20 décembre 1816: « L'Orontes est arrivé, la veille, avec Piontkowski et les trois autres. Le Gouverneur du Cap, n'ayant pas d'ordres du gouvernement, les a fait partir et, paraît il, sans écrire à Hudson Lowe; qu'il ne pouvait détenir personne sans ordre ni motif. ». Puis la frégate fit voile pour Plymouth où Santini débarqua le 25 février 1817.

## Europe
Comme convenu Santini fit publier la lettre de protestation grâce à l'aide de Robert Thomas Wilson et du lord Holland et, croyant bien faire, il y ajouta une brochure dite Appel à la Nation Anglaise sur le traitement éprouvé par Napoléon Buonaparte dans l'isle de Sainte-Hélène, sous le nom de Santine. On a pu regretter qu'il y soit beaucoup question de vivres et de bouteilles. Napoléon prit connaissance de la brochure à la fin du mois de mai 1817 par des gazettes anglaises. O'Meara rapportera ses premières impressions « Santini a publié une brochure pleine de fadaises. On y trouve quelques vérités, mais tout y est exagéré. Il y a tout juste assez de quoi manger, mais pas assez pour faire bonne chère ». Gourgaud ne pu s'empêcher de dire « Sire, on va nous prendre pour des ivrognes. ».
Lorsque le médecin donna à Napoléon une copie en français du pamphlet de Santini: « il répéta, en le parcourant, selon que les passages paraissaient le mériter : "vrai" ; "vrai en partie" ; "faux" ; "platitudes" , etc .. ». Marchand résumera l'opinion générale en rapportant les mots de l'Empereur: « L'intention était bonne, mais c'est un composé de niaiseries qui sont pitoyables et au milieu desquelles se trouvent des mensonges ! Où ai-je jamais été tuer des oiseaux pour mon déjeuner ? c'est du plus grand ridicule. ».
A Longwood la question fut aussi de savoir si Santini était bien l'auteur de la brochure. Napoléon semblait en douter puisque O'Meara rapporte: « Il croit cet écrit d'un Anglais, parce que Santini n'a pas, dit-il, assez de talent pour écrire lui-même un libellé. » Ce en quoi il n'avait pas tord, le libraire Richewey ayant mis en forme les notes de Santini. Gourgaud en profita pour lancer quelques flèches à l'intention de Las Cases « Mais son mémoire a été écrit ici par M. de Las Cases ! Je croyais que Votre Majesté l'avait vu. M. de Las Cases m'en a parlé, déclarant que cela servirait de préface à la lettre de Montholon. »
La seconde partie de sa mission consistait à visiter les membres de la famille impériale exilée aux quatre coins de l'Europe. Mais la publication de Santini fit grand bruit et l'obscur huissier de Sainte-Hélène devint la cible de toutes les polices d'Europe. Il se fit arrêter en plusieurs occasions à Munich, puis au Lac de Côme avant d'être relâché pour être enfin assigné à résidence à Brunn où il resta 3 ans. Selon Marchand Napoléon apprit avec humeur, fin 1817, l'arrestation de Santini à Vienne, dont d'ailleurs l'intéressé ne parle pas dans ses souvenirs; Il craignait qu'on pensa qu'on l'avait chargé d'une mission.

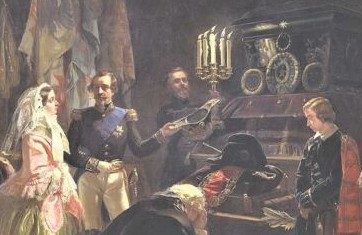
Reine Victoria, Napoléon III, Santini-(Détail).

Il retourna brièvement en Corse en 1822, y resta deux ans puis se mit au service de Louis Philippe. Il fut huissier, puis courrier dans l'administration des postes, jusqu'à l'arrivée du Prince Président en 1848. En 1851 il fut fait chevalier de la Légion d'honneur et il fut nommé Gardien du Tombeau aux Invalides. Il était présent lorsque la reine Victoria et Napoléon III visitèrent le tombeau de Napoléon le 24 aout 1855. Sur le tableau du peintre anglais Edward Matthew Ward, rappelant la visite, on suppose que c'est lui qui tient le flambeau.

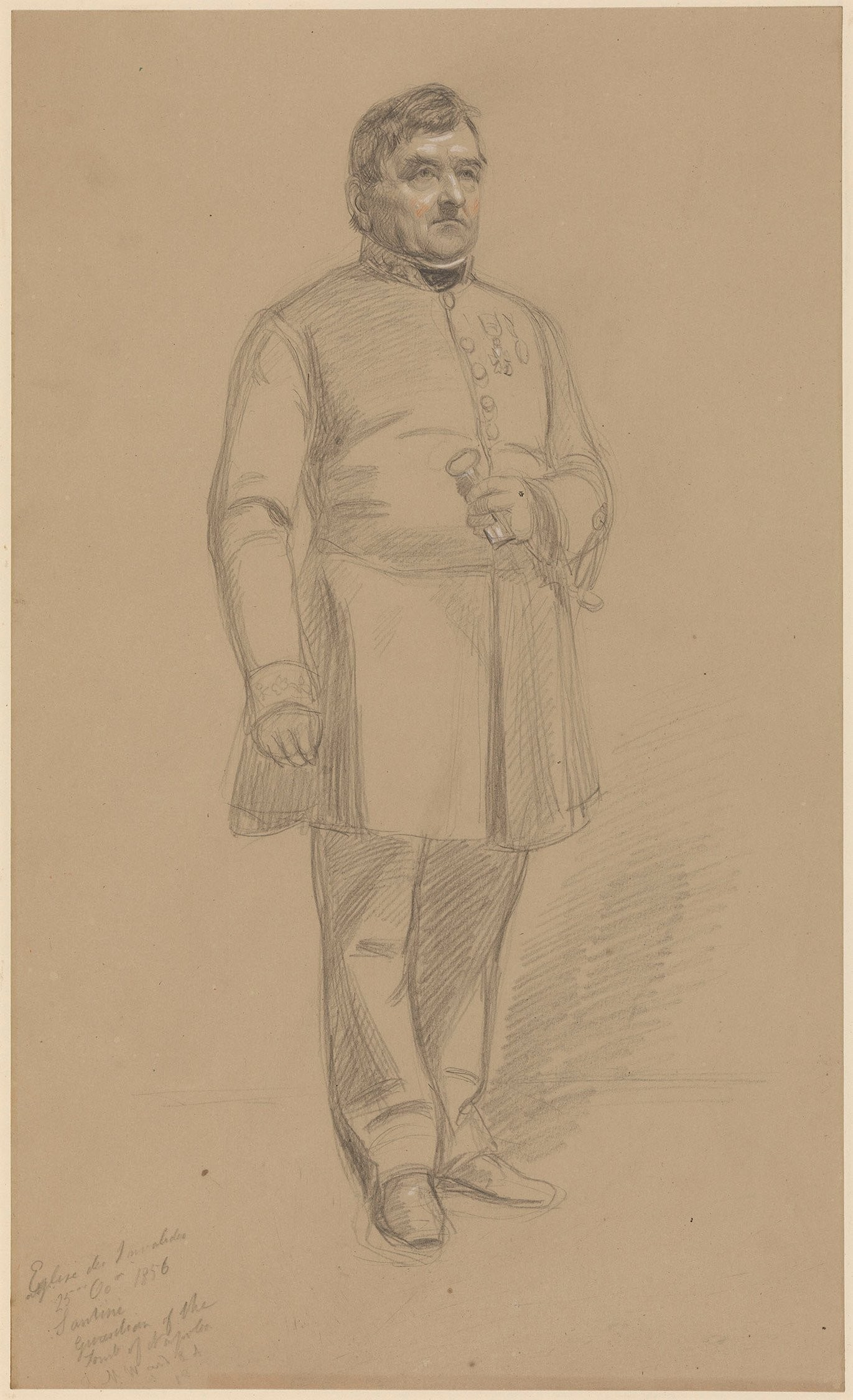
Santini en gardien du tombeau.

Il épousa Marie Nonce Bighetti (1806-1861) dont il eut quatre enfants:
- Charles, qui émigra aux Etats-Unis.
- Prosper, né en 1840, inspecteur de la cavalerie des omnibus parisiens.
- Emmanuel Louis Napoléon, né à Toulouse en 1842, commissaire de police.
- Marie-Louise Charlotte Floriane Joséphine, directrice des lingères de l'impératrice Eugénie.

Santini fut porté sur le testament de Napoléon, premier codicille, 24 avril 1821, Longwood, sur les fonds remis en or à l'impératrice Marie-Louise, afin de récompenser mes plus fidèles serviteurs :
- Vingt-cinq mille Francs à Santini, mon ancien huissier[note 11].

Il décèdera à Paris le 21 juillet 1862 et sera enterré au cimetière du Montparnasse.

## Décorations et distinctions
- Chevalier de la Légion d'honneur (1851)

## Sources
- M. Santine, Appel à la Nation Anglaise sur le traitement éprouvé par Napoléon Buonaparte dans l'isle de Sainte-Hélène, 1817 (lire en ligne)